# ده‌جوری (نیشابور)
ده‌جوری یا ده‌موری، نام روستایی از توابع شهرستان نیشابور در استان خراسان ایران بوده است.

## تابعیت
این روستا یکی از روستاهای تابعه دهستان ریوند، دهستان هفتم از دهستان‌های پانزده‌گانه شهرستان نیشابور، بوده است. این روستا در جبهه شمال غربی روستای محمدآباد و جبهه شمال شرقی روستای دیگلانی واقع شده است.